# Bell 407
El Bell 407 es un helicóptero monomotor de uso civil fabricado por Bell Helicopter Textron, derivado del Bell 206L-4 LongRanger con rotor principal de cuatro palas y cabeza del rotor de material compuesto. Realizó su primer vuelo el 29 de junio de 1995 y fue introducido al mercado en 1996. Es usado mayoritariamente como helicóptero ambulancia, policial, extinción de incendios, captación electrónica de noticias y para uso privado. Tiene capacidad para piloto, copiloto y cinco pasajeros, y un gancho de carga útil de hasta 1200 kg.

## Diseño y desarrollo

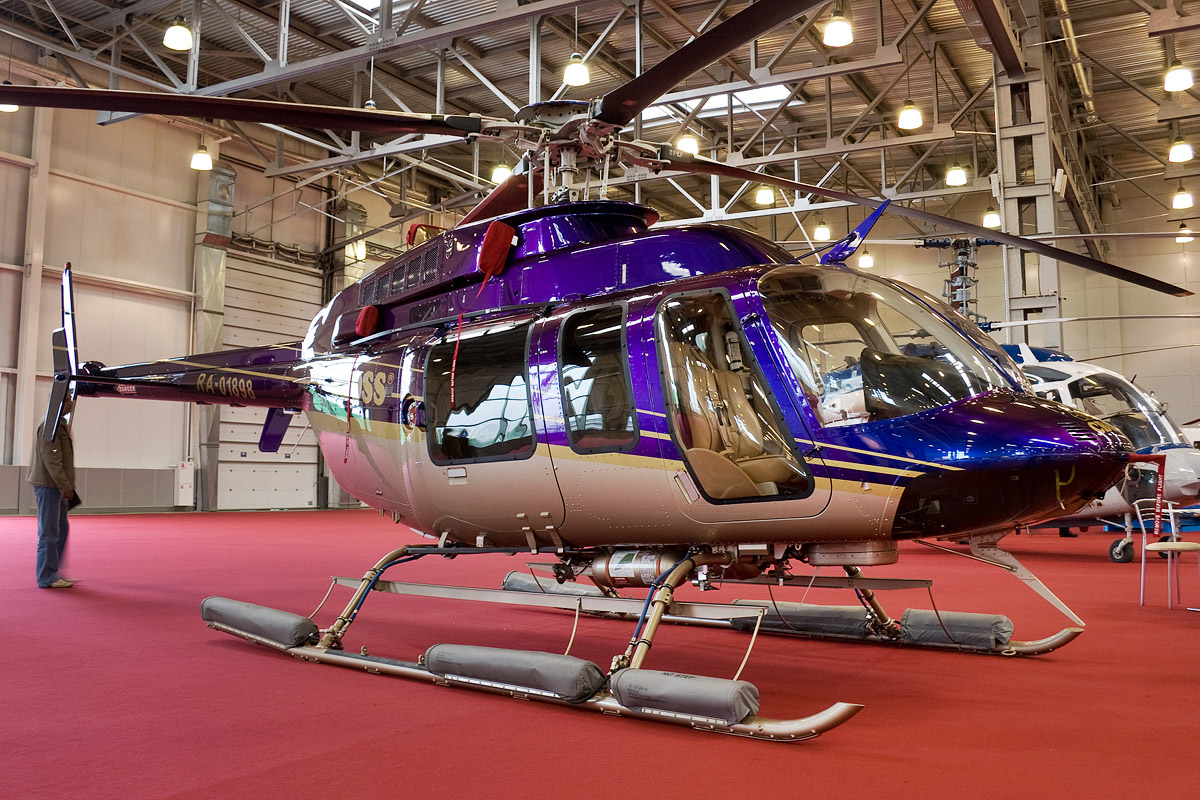
Bell 407 en el HeliRussia de 2008.

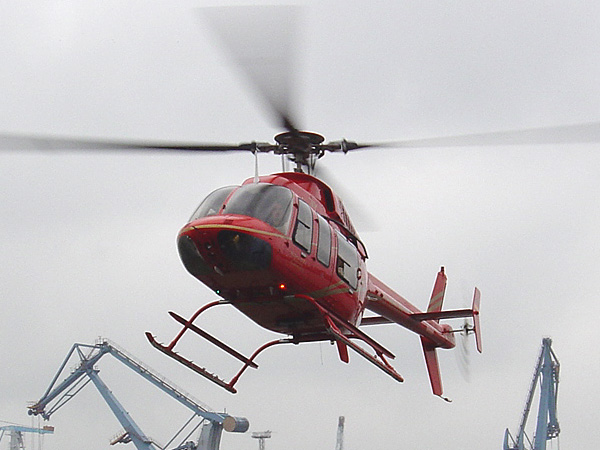
Bell 407 en el helipuerto temporal del puerto de Hamburgo, Alemania.

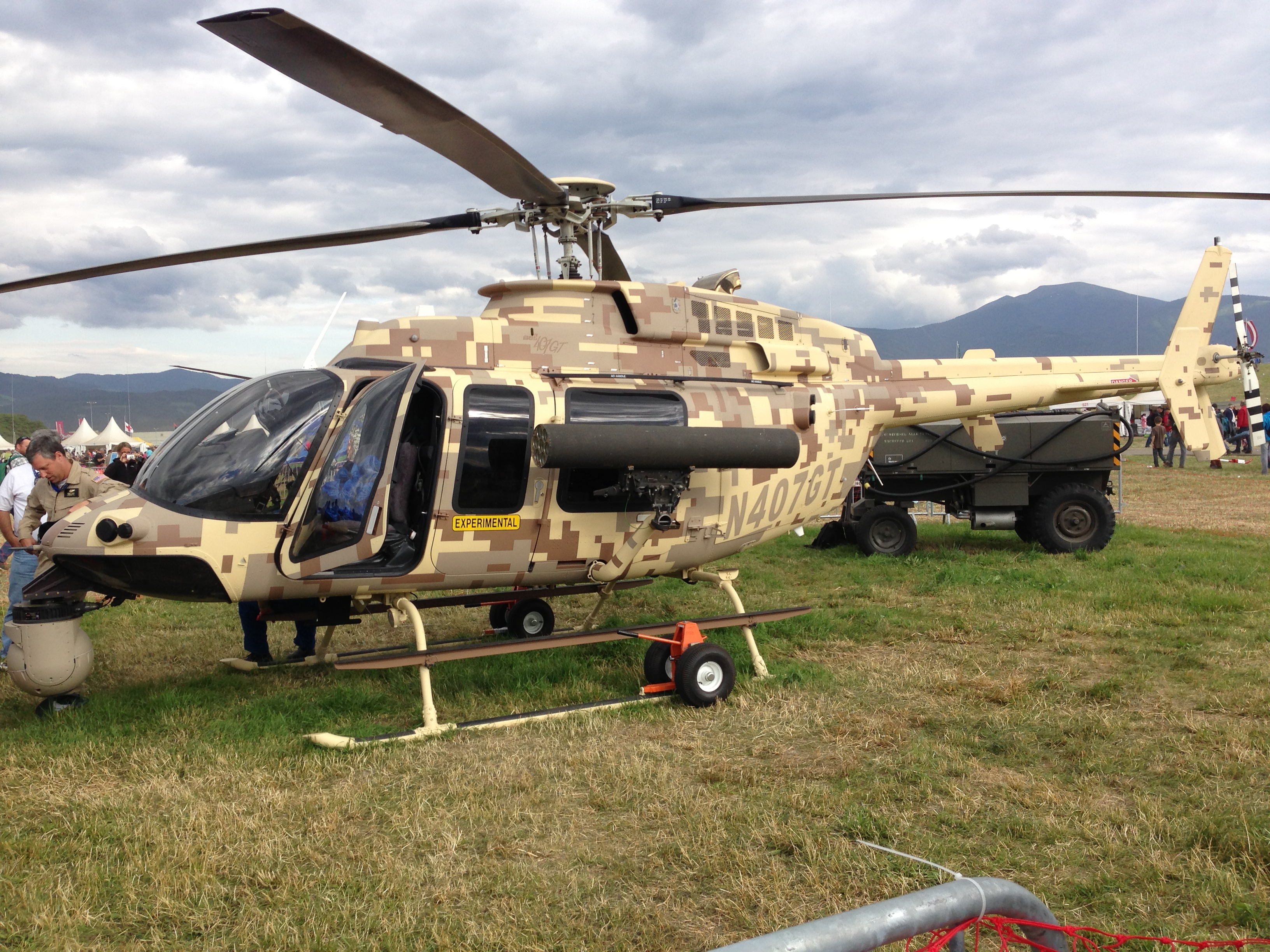
Helicóptero Bell 407GT Experimental en el Airpower 2013 en Zeltweg, Austria.

En 1993, Bell comenzó el desarrollo de la nueva Nueva Aeronave Ligera como reemplazo para la serie de su Model 206. El programa resultó en el 407, un desarrollo del LongRanger de Bell. Un 206L-3 LongRanger fue modificado para servir como demostrador del 407. El demostrador usaba hardware del 407 y añadía cubiertas amoldadas para representar el fuselaje más ancho del 407, todavía en desarrollo.
El demostrador voló por primera vez el 21 de abril de 1994, y el programa del 407 fue anunciado públicamente en la Heli-Expo de Las Vegas, Nevada, en enero de 1995. El primer prototipo del 407 (C-GFOS) completó su vuelo inaugural el 29 de junio del mismo año, y el segundo prototipo (C-FORS) lo siguió el 13 de julio. Tras un corto programa de desarrollo, el primer 407 de producción (C-FWQY/N407BT) voló el 10 de noviembre de 1995.
El Bell 407 presenta un rotor principal de cuatro palas desarrollado para el OH-58D (Model 406). Las palas y el buje usan una construcción de materiales compuestos sin límite de vida, y proporcionan mejores prestaciones y un vuelo más confortable. El fuselaje del 407 es 18 cm más ancho, aumentando el espacio interior de cabina, e incluye ventanas de cabina principales que son un 35% mayores. El más potente turboeje Rolls-Royce/Allison 250-C47 permite un incremento en el Peso Máximo al Despegue y mejora las prestaciones a altas temperaturas y/o grandes altitudes. La célula del 407 es, en general, similar a la del LongRanger, pero incluye un puro de cola de materiales compuestos de fibra de carbono. El helicóptero tiene un acomodo estándar para dos tripulantes y cinco asientos de cabina.
El 407 fue certificado por Transport Canada el 9 de febrero de 1996, siendo seguido por la FAA estadounidense poco después, el 23 de febrero. La producción comenzó en 1996 en la planta de Bell en Mirabel, Quebec, Canadá, y produjo 140 células en 1997, para cubrir las primeras órdenes.
En 1995, Bell probó un rotor de cola encapsulado en el 407, pero no procedió con él. Por un tiempo, Bell estudió el desarrollo de la variante Model 407T bimotora, pero en cambio eligió desarrollar el esencialmente nuevo Bell 427 propulsado por dos PW206D.
Bell comenzó las entregas del 407 en 1996. El helicóptero número 1000 fue entregado el 15 de junio de 2010.

### ARH-70 y Bell 417
El helicóptero de reconocimiento armado ARH-70, desarrollado para el Ejército estadounidense, estaba basado en el 407, pero fue más tarde cancelado, el 16 de octubre de 2008.
El Bell 417 era una variante recrecida del Bell 407, en esencia una versión civil del Bell ARH-70. El 417 realizó su primer vuelo el 8 de junio de 2006. El 417 iba a estar propulsado por un motor turboeje Honeywell HTS900, produciendo 907 shp e incluía controles FADEC completos. En la cabina se sentaban cinco pasajeros en una configuración de asientos enfrentados, además de los dos tripulantes. El civil 417 fue cancelado en la Heli-Expo de 2007 en Orlando.

### Bell 407GX y 407GT
El 4 de marzo de 2013, Bell reveló una nueva versión armada del Bell 407GX, denominada 407GT. Incorpora la cabina Garmin G1000HTM para proporcionar fácilmente información de vuelo. Puede incluir cámaras infrarrojas, armamento vario, y equipo para realizar diferentes misiones tales como transporte armado, búsqueda y recate, reconocimiento, y evacuación médica. La versión GT usa el soporte de armas universal (UWP), derivado del Bell OH-58 Kiowa, para llevar diferentes armas incluyendo ametralladoras, cohetes, y misiles antiblindaje.

## Historia operacional

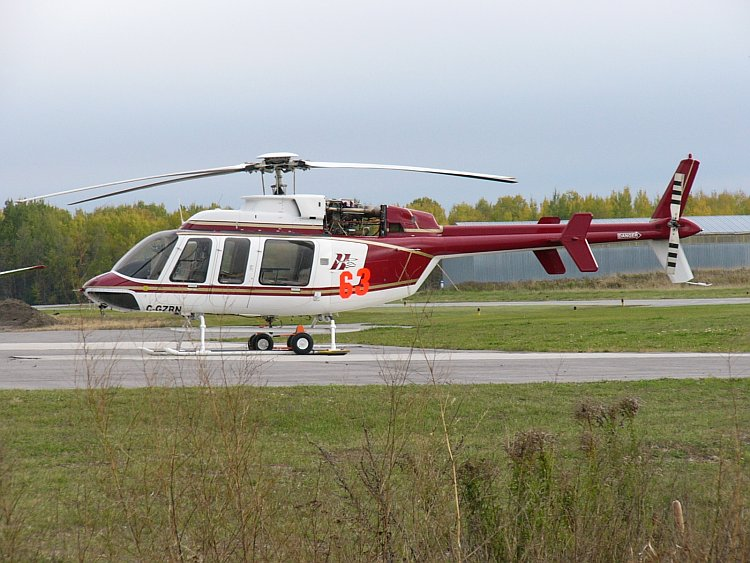
Helitack 63: un Bell 407 usado para la lucha contra incendios.

Bell hizo entrega del primer 407 de producción en la Heli-Expo, en Dallas, Texas, en febrero de 1996. Los clientes de lanzamiento para el aparato fueron Petroleum Helicopters, Niagara Helicopters, y Greenland Air.
El 23 de mayo de 2007, Colin Bodill y Jennifer Murray completaron un vuelo récord de polo a polo alrededor del mundo utilizando un 407 estándar. El vuelo se inició desde las instalaciones de Bell en el Fort Worth Alliance Airport el 5 de diciembre de 2006. El equipo voló cerca de 58000 km en 189 días con 300 horas de vuelo, a través de 34 países diferentes. El proyecto, llamado Polar First, fue realizado conjuntamente con la Royal Geographical Society para proporcionar alcance educativo a 28 escuelas internacionales, que fueron visitadas durante el viaje. El proyecto también sirvió para recolectar fondos para Aldeas Infantiles SOS.
En 2009, la Fuerza Aérea Iraquí ordenó tres helicópteros exploradores armados Bell 407 (similares al cancelado ARH-70). Se concedió un contrato por 24 Bell 407 adicionales con una opción por 26 más en abril del mismo año. El Ejército estadounidense está gestionando las modificaciones y la instalación de equipo militar en los helicópteros. Tres 407 de entrenamiento fueron entregados al Ejército iraquí en 2010. Los IA-407 armados fueron entregados en ocho lotes de tres aeronaves de agosto de 2012 a abril de 2013. El 407 final para Irak fue entregado el 3 de abril de 2013. Hay 30 en servicio; 24 exploradores armados, tres cañoneros, y tres entrenadores.
Irak está usando el IA-407 en operaciones contra activistas del Estado Islámico. El 8 de octubre de 2014, activistas derribaron un IA-407 usando un misil antiaéreo manual MANPADS, matando al piloto y al copiloto.

## Variantes
Bell 407
Versión civil, derivada del Bell 206L-4.
ARH-70
Versión actualizada del 407, pensada como helicóptero de reconocimiento armado.
Bell 417
Versión civil del ARH-70, cancelada.
Bell 407 Light Observation Helicopter
Versión militar de reconocimiento aéreo.
Eagle 407 HP
Versión construida por Eagle Copter (Alberta, Canadá) equipado con un motor Honeywell HTS900 de 1021 shp.
MQ-8C Fire-X
Versión de vehículo aéreo no tripulado desarrollada conjuntamente por Northrop Grumman y Bell.
Bell 407GXiDesignación comercial para el Bell 407 con motor Rolls-Royce 250-C47E/4 y aviónica Garmin G1000H NXi.

## Operadores

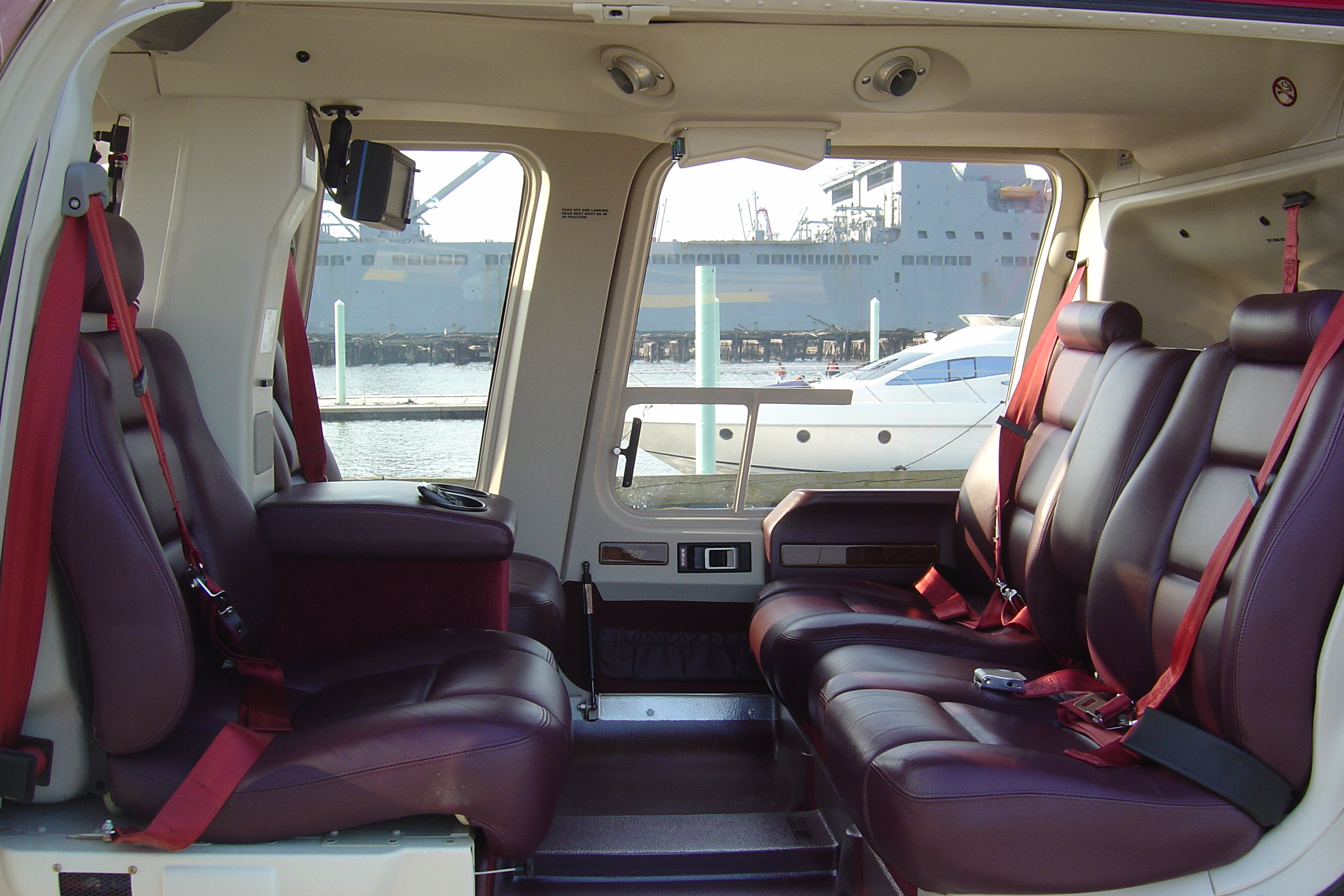
Interior de un 407 de Baltimore Helicopter Services.

El Bell 407 está en servicio por todo el mundo con líneas aéreas, corporaciones, operadores gubernamentales y privados. También está en servicio con varios operadores policiales y militares.

### Policiales
Colombia
- Aviación de la Policía Nacional de Colombia: el 8 de julio de 2020 se hizo entrega de una unidad.[26]

 México
- Policía estatal de Veracruz
- Policía de la Ciudad de México
- Policía estatal de Quintana Roo
- Policía estatal de Tamaulipas
- Policía estatal de Yucatán
- Policía estatal de Zacatecas
- Policía municipal de Ecatepec, Estado de México

### Militares
Argentina
- Ejército Argentino (3)[27]
- Fuerza Aérea Argentina (3)[27]

 El Salvador
- Fuerza Aérea Salvadoreña[28]

 Emiratos Árabes Unidos
- Fuerza Aérea de los Emiratos Árabes Unidos[28]

 Irak
- Fuerza Aérea Iraquí[29]

 Jamaica
- Fuerza de Defensa de Jamaica[30]

 México
- Fuerza Aérea Mexicana[cita requerida]

## Accidentes e incidentes
- 19 de marzo de 2011: Un Bell 407 con matrícula EC-KTA se estrelló en Villastar (Teruel, España) durante un incendio forestal, falleciendo seis personas.[31]
- 7 de junio de 2011: Un Bell 407 con matrícula EC-IMZ se estrelló en Villasana de Mena (Burgos, España) durante la inspección de líneas eléctricas, falleciendo dos personas.[32]
- 11 de octubre de 2013: Bell 407 matrícula LQ-BHT, del Gobierno de San Juan, se estrella en el Departamento de Valle Fértil (Argentina), tras colisionar con líneas de alta tensión en la fase de despegue. Fallece la Diputada Nacional Margarita Ferrá de Bartol y deja heridos al resto de los ocupantes, entre ellos el gobernador de San Juan, José Luis Gioja.

## Especificaciones (Bell 407)
Referencia datos: Bell 407

### Características generales
- Tripulación: Uno (piloto)
- Capacidad: Configuración típica de asientos para siete, incluyendo piloto y pasajeros, con cinco asientos en la cabina principal. Capacidad máxima de gancho para 1200 kg.
- Longitud: 12,7 m
- Diámetro rotor principal: 10,67 m
- Altura: 3,56 m
- Área circular: 89 m²
- Peso vacío: 1210 kg
- Peso útil: 1065 kg (interna)
- Peso máximo al despegue: 2722 kg
- Planta motriz: 1× turboeje Allison 250-C47B.
  - Potencia: 606 kW (813 shp)

### Rendimiento
- Velocidad nunca excedida (Vne): 260 km/h
- Velocidad crucero (Vc): 246 km/h
- Alcance: 598 km
- Techo de vuelo: 5698 m (18 690 pies)

### Desarrollos relacionados
- Bell 206
- Bell ARH-70
- Bell 427

### Aeronaves similares
- AgustaWestland AW119
- MD Helicopters MD 500
- Eurocopter AS350
- Eurocopter EC120

### Secuencias de designación
- Secuencia Numérica (interna de Bell): ← 301 - 309 - 400 - 407 - 409 - 412 - 417 - 427 - 429 - 430 →